# 櫛橋則伊
櫛橋 則伊（くしはし のりこれ）は、室町時代の播磨国の武将。赤松氏の家臣。

## 人物
櫛橋家5代・櫛橋貞伊の子。嘉吉元年（1441年）嘉吉の乱を引き起こした赤松氏は幕府軍の追討を受けて当主・赤松満祐を初め、殆どの一族郎党が滅ぼされた。則伊の父・貞伊もまた伊勢国で自害に追い込まれたが、則伊は当時9歳であり、仏門に入る事で生き長らえた。
長禄2年（1458年）赤松旧臣による長禄の変は赤松氏の守護復帰を促し、満祐の大甥にあたる赤松政則が加賀半国守護として赤松家の再興を果たした。そして応仁元年（1467年）応仁の乱に呼応してついに赤松氏は播磨国を奪還し、その際に則伊も還俗して馳せ参じて赤松家臣に名を連ねる事となった。「則伊」の名は、赤松政則がこれまでの歴代櫛橋氏当主の忠義を称えて偏諱を与えたものといわれている。文明8年（1483年）祖父・伊高と同じく奉行人に任命され、阿閉重能・馬場則家とともに発給文書を残している。また文明13年（1481年）には高天神城を築城している。
播磨・備前・美作の旧領を奪還していた赤松氏であったが、これにより前領主・山名氏との対立はいよいよ激しくなり、たびたび合戦に及んだ。文明15年（1488年）山名政豊と結んだ松田元成が赤松氏に反旗を翻すと、則伊は諸将とともに備前福岡城に籠城し、赤松政則へと救援を求めた。しかし政則が山名氏の本領・但馬国攻略に固執したために山名軍に敗北すると、後詰めの可能性を断たれ開城する事となった。文明17年（1485年）赤松政則が再び旧領奪還に動くと則伊もそれに従い、蔭木城や坂本城の攻略などで活躍した。
この後、櫛橋氏が居城とする志方城は明応元年（1492年）則伊の築城とされるが、「書写山十地坊過去帳」ではそれ以前の文明18年（1486年）に死去しており、正確なところは不明。